# NGC 3349
NGC 3349 est une galaxie spirale relativement éloignée et située dans la constellation du Lion. Elle a été découverte par l'astronome allemand Albert Marth en 1865.

## Caractéristiques
Sa vitesse par rapport au fond diffus cosmologique est de 8 600 ± 25 km/s, ce qui correspond à une distance de Hubble de 126,8 ± 8,9 Mpc (∼414 millions d'al).
NGC 3349 renferme des régions d'hydrogène ionisé.
Selon la base de données Simbad, NGC 3349 est une radiogalaxie.

## Note historique
Avec une magnitude apparente de 14,4, la galaxie PGC 2800964 (VV 514 NED 03 sur la base de données NASA/IPAC située au sud-ouest de NGC 3349 est un peu plus brillante que cette dernière, mais comme elle est plus diffuse, elle est plus difficile à voir dans un télescope. En plus d'être un peu éloignée de la position notée par Marth, il est peu probable que ce soit celle-ci que Marth ait vue. Notons que la vitesse radiale de PGC 2800964 est égale à 8 167 km/s ce qui la situe à une distance semblable à celle de NGC 3349. Ces deux galaxies forment très probablement une paire de galaxies.